# Heringsdorf
Pour les articles homonymes, voir Heringsdorf (homonymie).

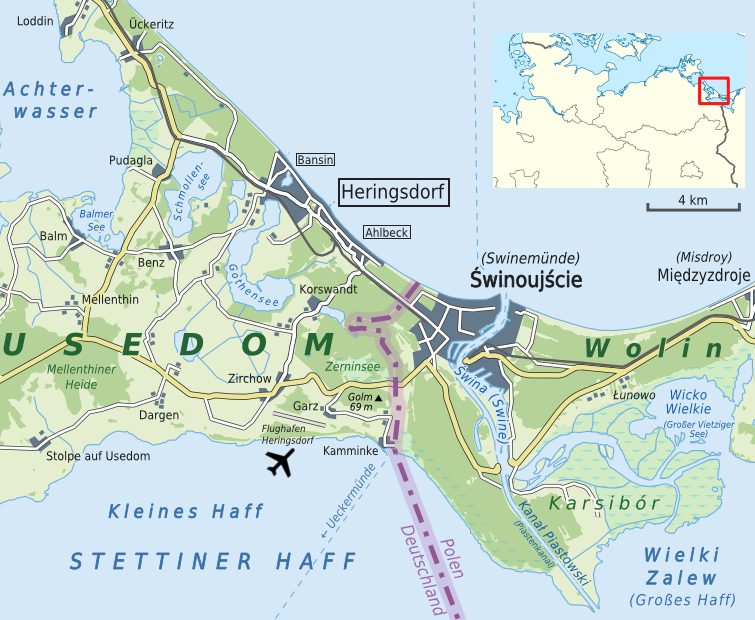
Plan de Heringsdorf avec les quartiers balnéaires d'Ahlbeck et Bansin et la ville voisine de Swinemünde/Świnoujście en Pologne.

Heringsdorf est une station balnéaire allemande située dans l'île d'Usedom au bord de la mer Baltique. Elle fait partie de l'arrondissement de Poméranie-Occidentale-Greifswald. Issue de la mode des bains de mer au milieu du XIXe siècle, elle comprend nombre de villas de style chalet ou de style wilhelminien. La station est réputée pour ses plages et ses dunes.

## Géographie
Heringsdorf est située à l'est de l'île d'Usedom, à la frontière avec la partie polonaise de l'île, entre la mer Baltique au nord-est et les lacs Schmollensee et Gothensee au sud-ouest et le lac Wolgastsee au sud.

## Commune
La commune-canton est issue de la fusion des communes d'Ahlbeck, Bansin et Heringsdorf. Elle comptait 9 363 habitants au 31 décembre 2010. Ses localités sont les suivantes : Ahlbeck, Bansin, Bansin Dorf, Heringsdorf, Gothen, Alt Sallenthin et Neu Sallenthin, et Sellin.

## Personnalités liées à la ville
- Hans Werner Richter (1908-1993), écrivain né à Neu-Sallenthin.
- Wolfgang J. Mommsen (1930-2004), historien mort à Bansin.

## Jumelages
- Beckum (Westphalie) (Allemagne)
- Folgaria (Italie)
- Grodków (Pologne)
- Tolkmicko (Pologne)
- La Celle-Saint-Cloud (France)
- Merville-Franceville-Plage (France)

## Galerie

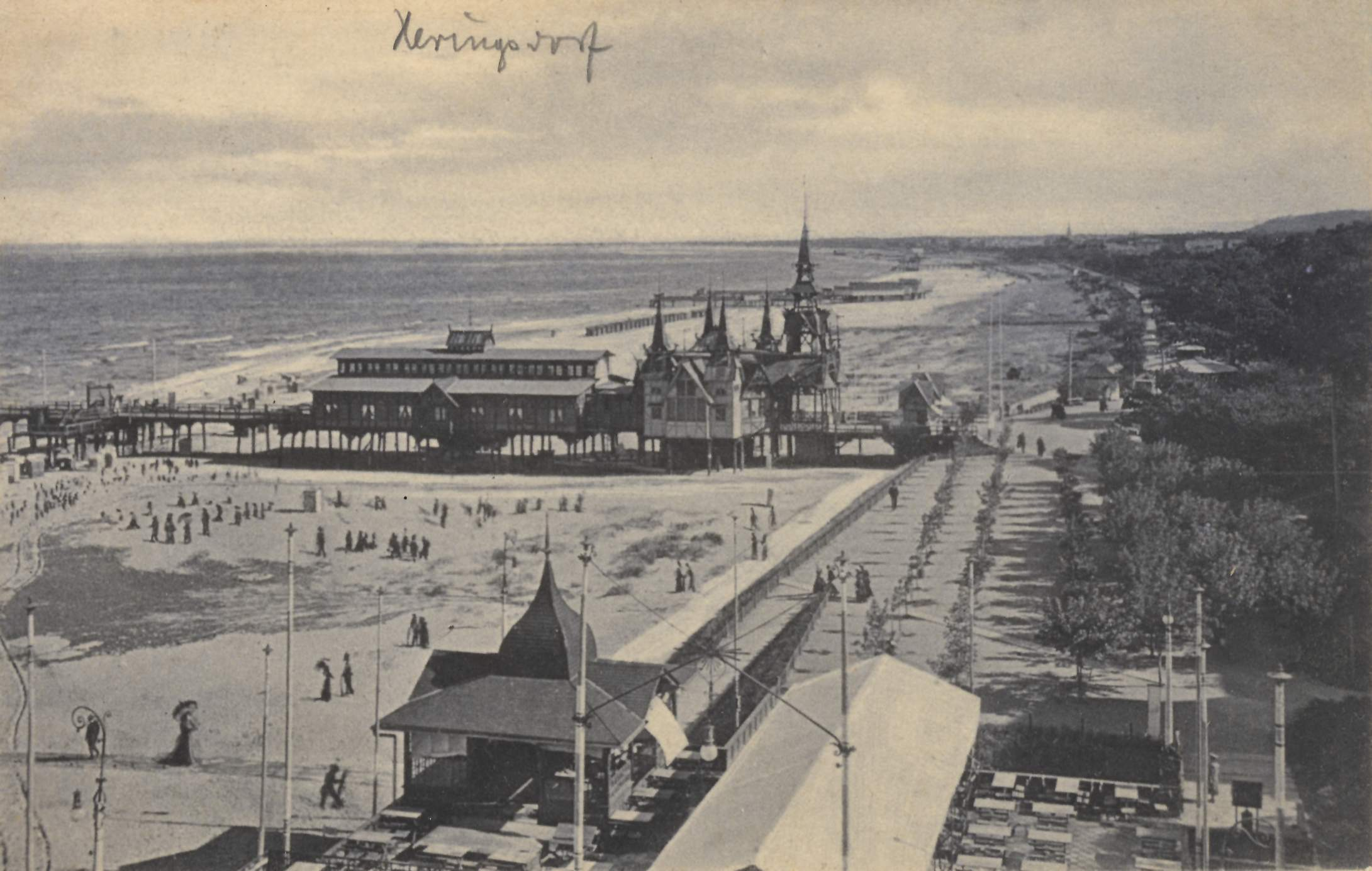
Heringsdorf en 1900.
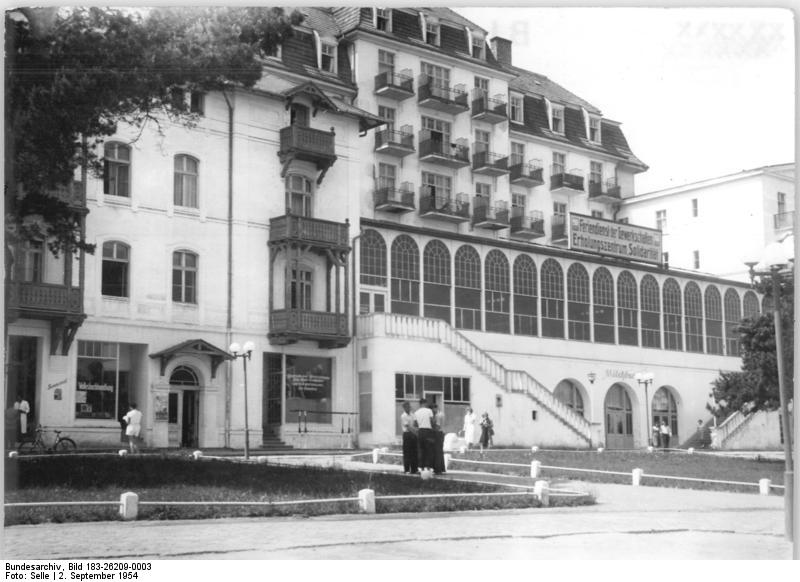
Vue d'un ancien hôtel d'Heringsdorf en 1954, nationalisé en centre de vacances « Solidarité » par la RDA.
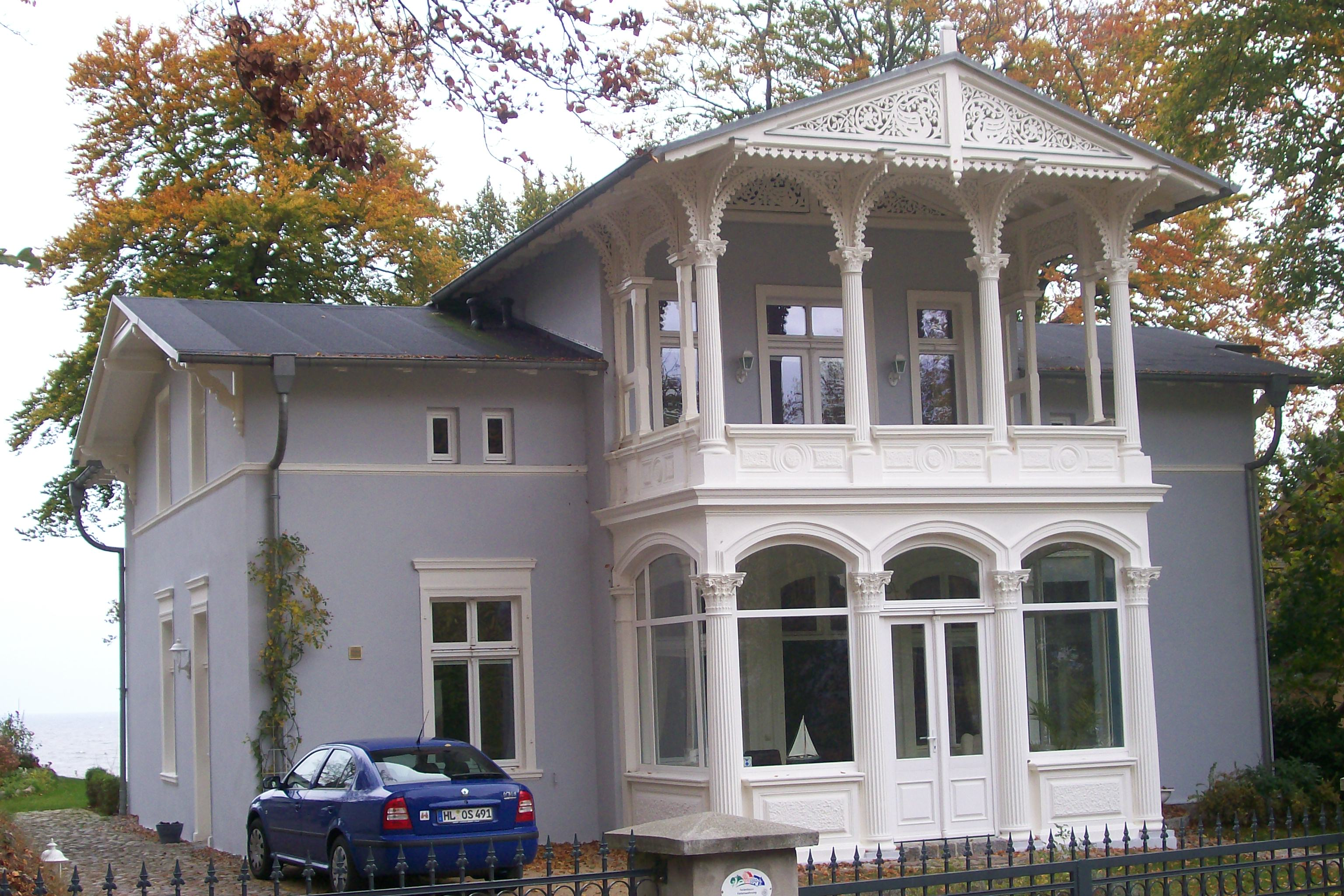
Villa Achterkerke à Heringsdorf.
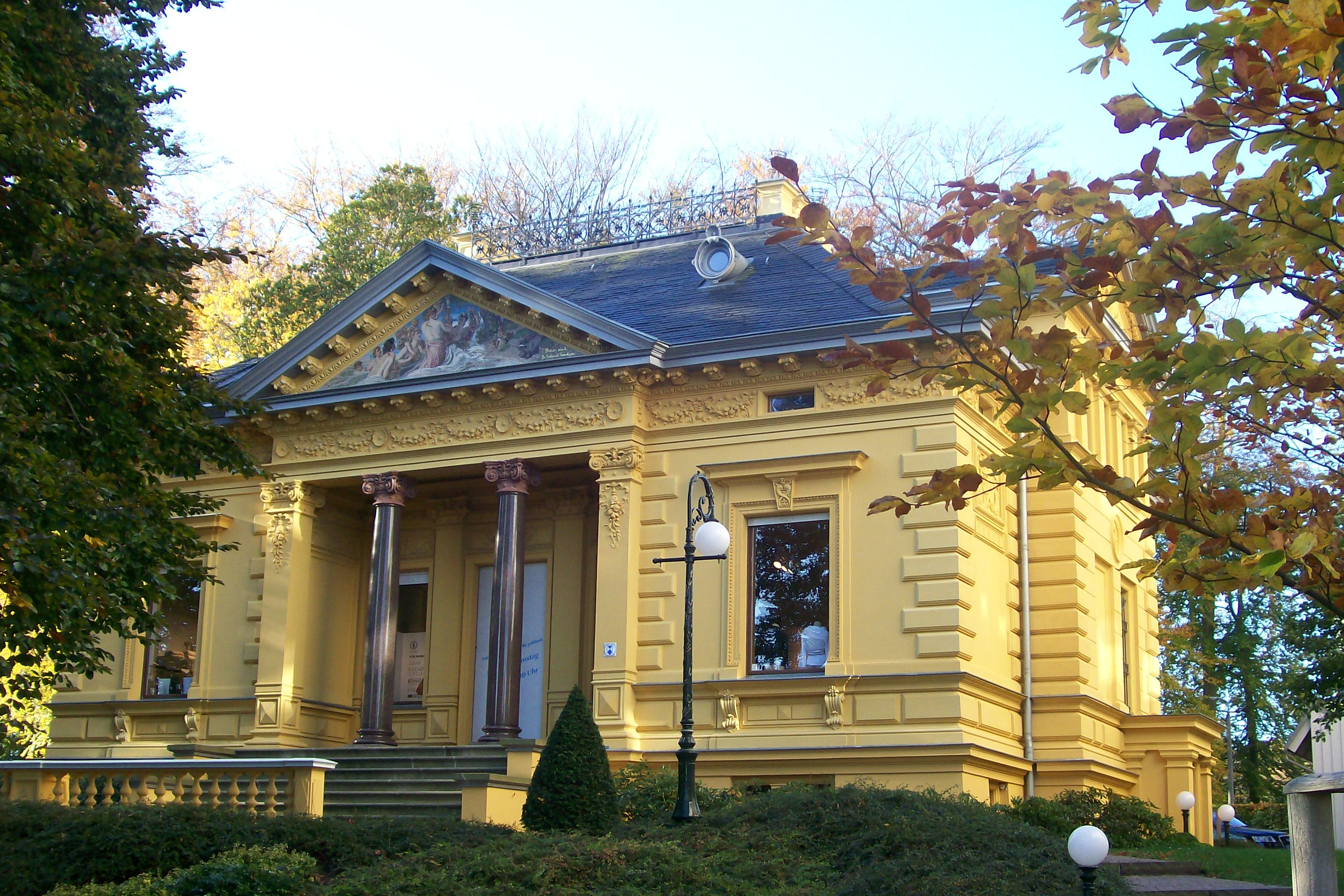
Villa Oechsler à Heringsdorf.
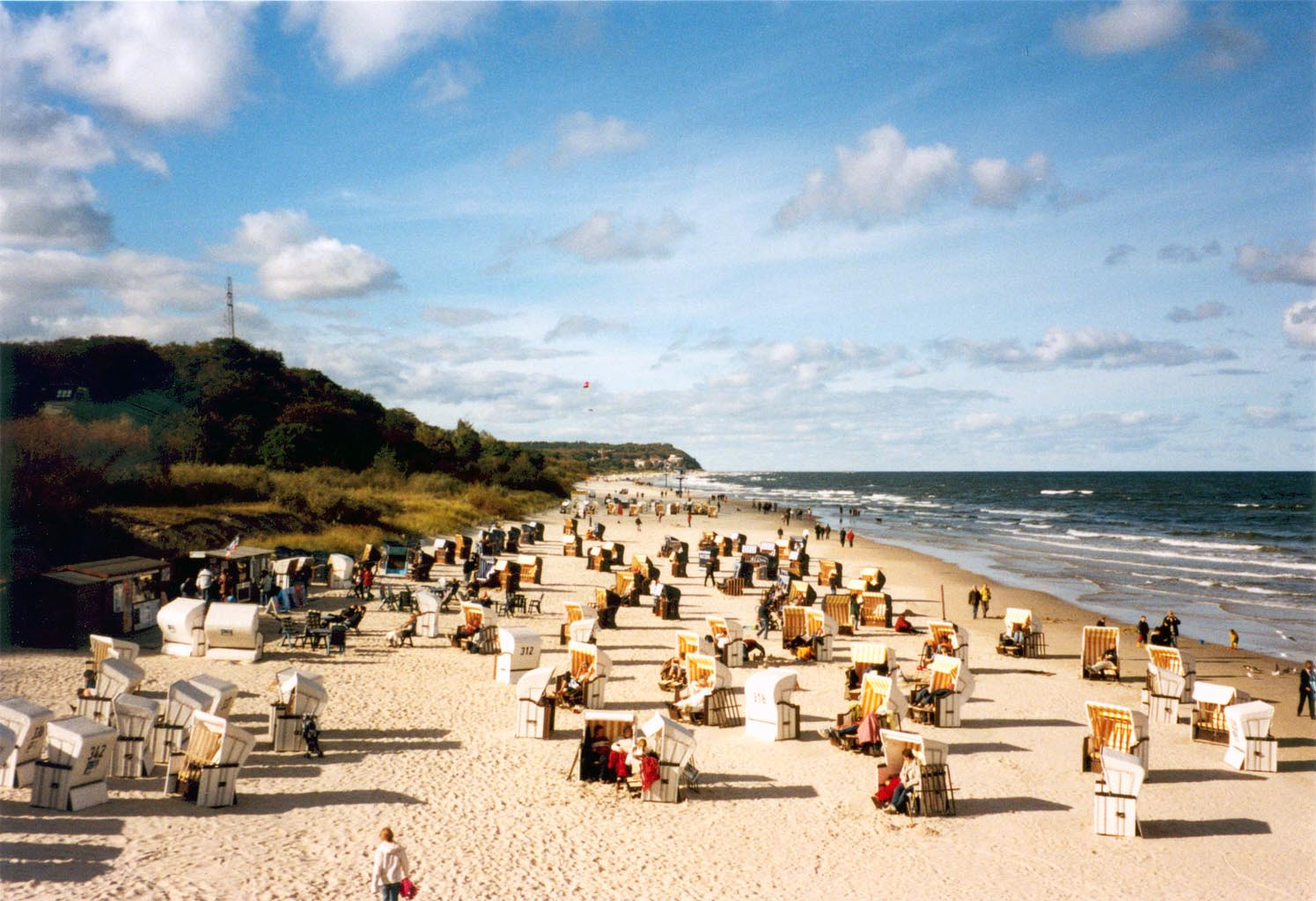
Plage de Heringsdorf.
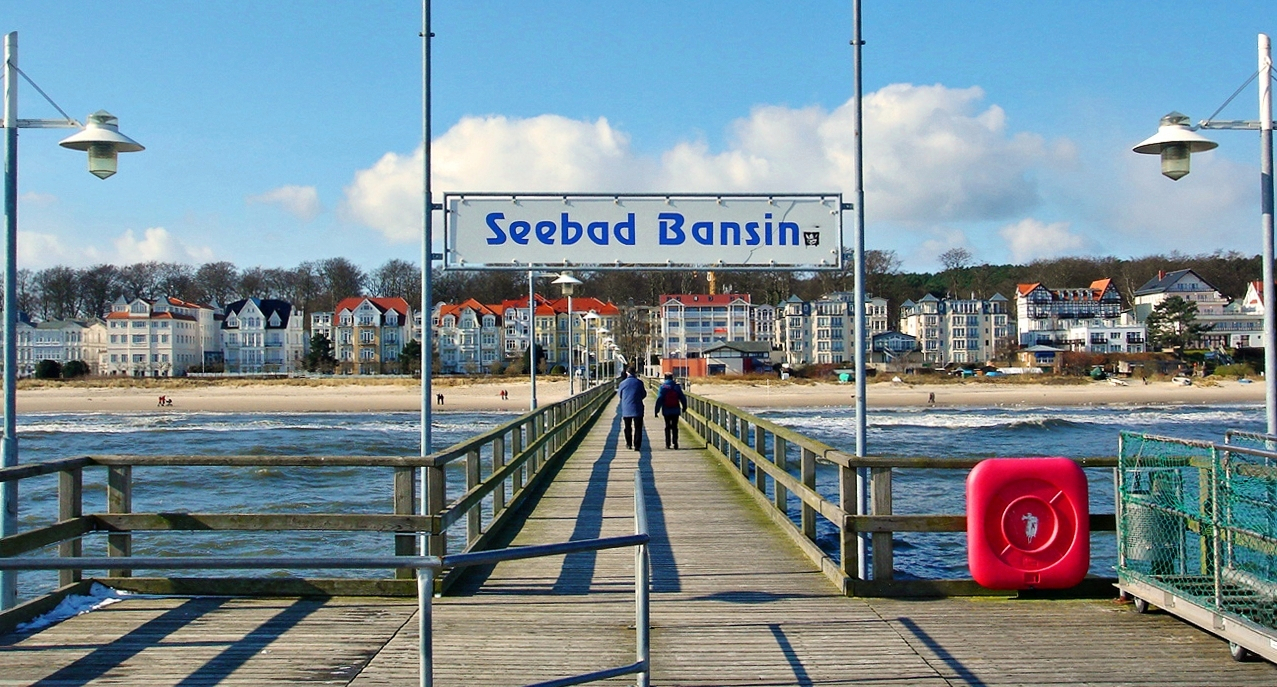
Bansin promenade vue de la jetée.
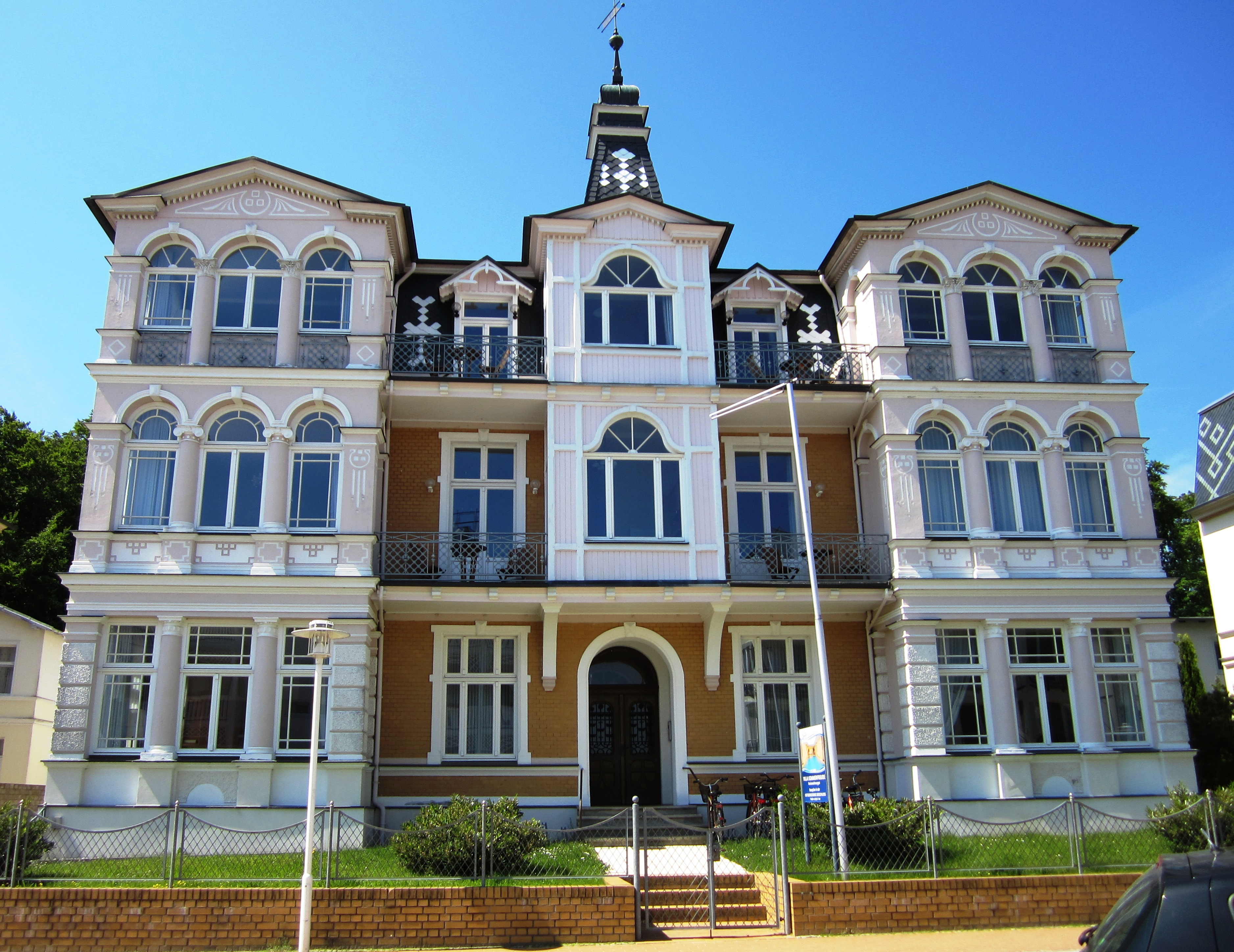
Bäderarchitektur (l'architecture de villégiature) à Bansin.